# بال‌داغی (هوراند)
بال‌داغی یکی از روستاهای استان آذربایجان شرقی است که در دهستان چهاردانگه بخش مرکزی شهرستان هوراند واقع شده‌است. این روستا ۶۷ نفر جمعیت دارد.